# タニファサウルス
タニファサウルス （学名: Taniwhasaurus、マオリ語の超自然的水生生物タニファとギリシャ語の「トカゲ」に由来）は、ニュージーランドや日本および南極に生息した絶滅したモササウルス科の属。ティロサウルス属やハイノサウルス属に近縁である。

## 種

### タニファサウルス・オウエニ

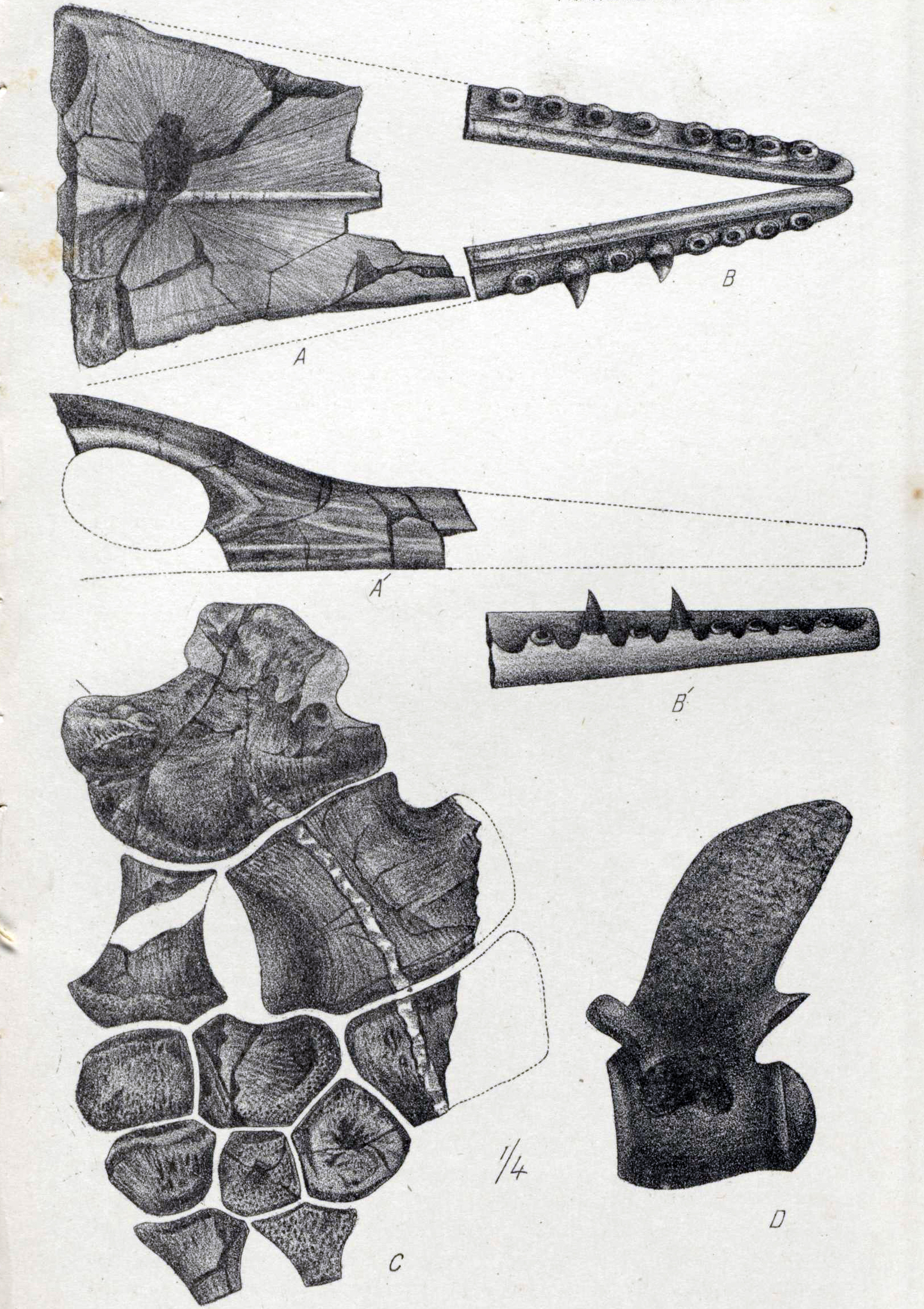
タニファサウルス・オウエニの頭の骨のスケッチ

タニファサウルス・オウエニはタニファサウルスのタイプ種である。ニュージーランドの Haumuri Bluff で後期白亜紀カンパニアンにあたる Conway 累層 から産出しており、1874年にヘクターが記載した。顎の一部から記載されたタニファサウルス・ハウムリエンシスとはシノニムであり、名前の優先権はこちらにある。

### タニファサウルス・アンタークティクス

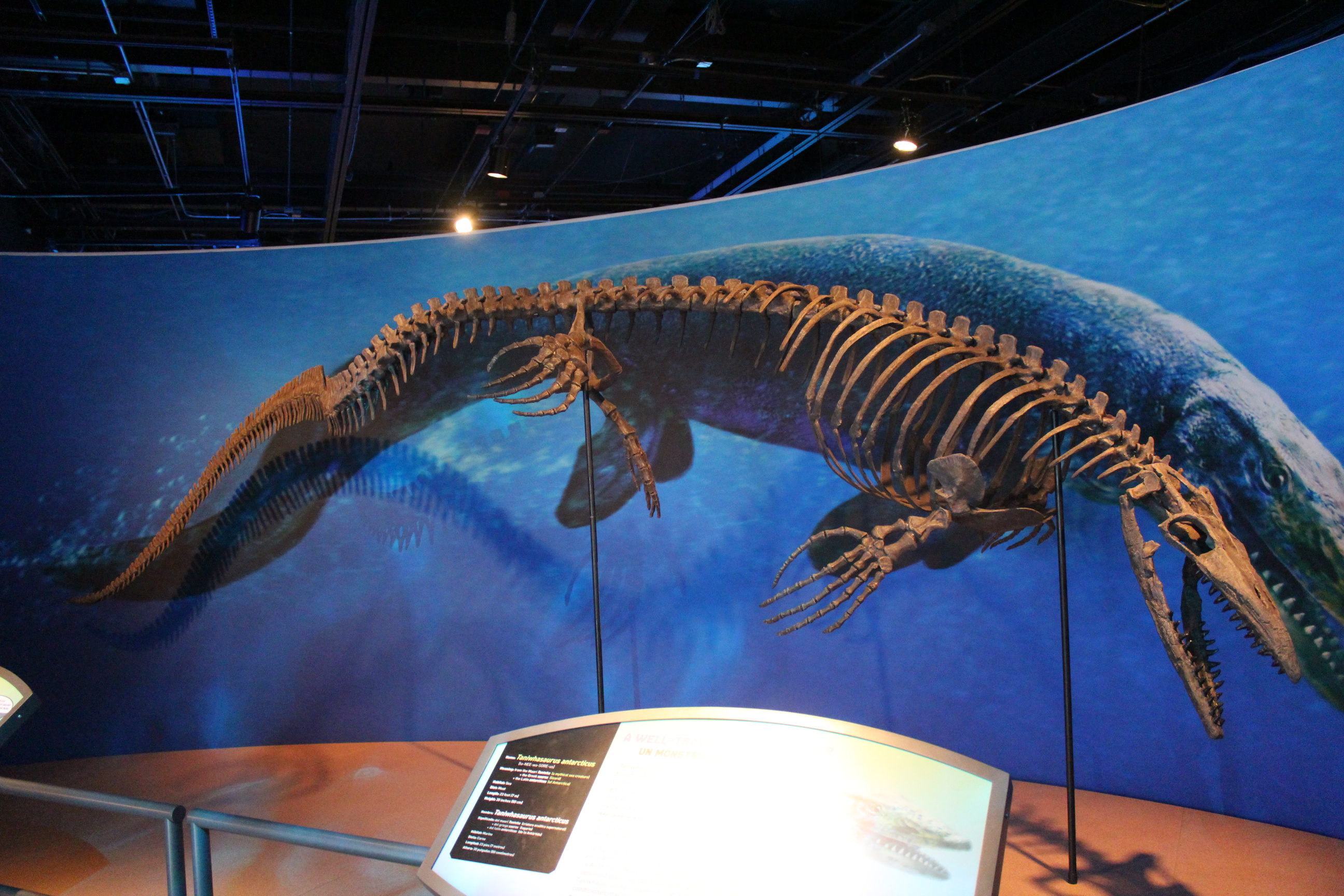
タニファサウルス・アンタークティクスの復元骨格。フィールド自然史博物館

南極のジェイムズ・ロス島サンタ・マルタ累層から産出した標本に基づき、2002年にノヴァスらは新属ラクマサウルス(Lakumasaurus) を記載した。 タイプマテリアルは2007年に再調査され、ジェームズ・E・マーティンとマルタ・フェルナンデスはラクマサウルスをタニファサウルスのジュニアシノニムと断定し、ラクマサウルス・アンタークティクスをタニファサウルス・アンタークティクスとして統合した。

### タニファサウルス・「ミカサエンシス」
エゾサウルス(Yezosaurus) という属名が先史時代の海生爬虫類に与えられていた。当初は獣脚類の恐竜と考えられていたが、後に現在の日本となる海域に生息していたモササウルス科爬虫類あるいは魚竜と同定された。タイプ種とされたエゾサウルス・ミカサエンシスは1977年に小畠郁生と村本喜久雄により確立されたが、2008年まで公式には記載されていなかった。2008年に小西卓哉や M.W. Caldwell らがタニファサウルス・ミカサエンシスを記載したが、後年の研究では別種としてみなすには標徴形質が十分でないとされ、疑問名として扱われている。
その他、南アフリカから記載されたティロサウルス・カペンシスは後にタニファサウルス属に移動し、その後未定種とされた。